# Simona La Mantia
Simona La Mantia (Palermo, 14 aprile 1983) è una triplista italiana, vicecampionessa europea a Barcellona 2010, campionessa europea indoor a Parigi 2011 ed europea under 23 ad Erfurt 2005, iridata militare a Rio 2011.
Ai campionati italiani assoluti può vantare 14 titoli nel salto triplo (7 indoor e altrettanti outdoor), 7 medaglie d'argento e una di bronzo.
Detiene 5 record italiani giovanili: 2 promesse, 1 juniores e 2 cadette.

## Biografia

### Gli inizi e le prime rassegne internazionali giovanili
Figlia di due ex atleti della nazionale italiana (il siepista palermitano Antonino La Mantia e la mezzofondista di Brunico specializzata negli 800 m Monika Mutschlechner), da bambina ha iniziato col praticare danza classica e moderna, per poi passare alla ginnastica ritmica e artistica tra gli 8 e gli 11 anni.
Nel 1993 (categoria Esordienti) ha cominciato con l'atletica leggera.
Si è fatta notare subito in ambito internazionale già a livello giovanile nel 1998 da cadetta vincendo in Cina a Shanghai la medaglia di bronzo nel salto in lungo alle Gymnasiadi
Bronzo agli assoluti indoor e quinto posto all'aperto nel 2001.
Decima agli Europei juniores svoltisi in Italia a Grosseto.
Assente agli assoluti indoor e outdoor del 2002.
Ottavo posto ai Mondiali juniores di Kingston in Giamaica.

### 2003-2006: esordio nella Nazionale assoluta, argento e oro agli Europei under 23, primi titoli assoluti
6º posto agli assoluti indoor e argento outdoor nel 2003.
Vicecampionessa agli Europei under 23 in Polonia a Bydgoszcz e invece ai Mondiali francesi di Parigi non ha raggiunto la finale.

Un paio di settimane prima dei campionati iridati, aveva esordito con la Nazionale assoluta vincendo nel salto triplo con la misura di 13,76 m, all'incontro internazionale Francia-Italia tenutosi oltralpe a Clermont-Ferrand.
2004, doppio titolo italiano assoluto indoor e outdoor.
17ª alle Olimpiadi di Atene e in precedenza fuori dalla finale anche ai Mondiali indoor in Ungheria a Budapest.
Argento indoor e oro outdoor vinti nel 2005.
Titolo europeo under 23 ad Erfurt in Germania; ottava agli Europei indoor spagnoli di Madrid e non raggiunge la finale ai Mondiali di Helsinki in Finlandia.
Doppietta di titoli indoor e outdoor (5ª nel lungo) nel 2006.
In ambito internazionale non si qualifica per la finale né ai Mondiali indoor russi di Mosca né agli Europei di Göteborg in Svezia.

### 2007-2010: vicecampionessa europea e titolo italiano assoluto
Assente agli assoluti indoor 2007 e argento all'aperto (11ª nel salto in lungo).
Quarto posto alle Universiadi di Bangkok in Thailandia.
2008, argento agli assoluti indoor; iscritta agli assoluti, ma non ha gareggiato.
Non ha partecipato alle Olimpiadi di Pechino 2008 a causa dei molteplici infortuni.
Assente agli assoluti indoor 2009 e iscritta all'aperta, ma non ha gareggiato.
2010, argento agli assoluti indoor e oro all'aperto.
Vicecampionessa continentale agli Europei di Barcellona in Spagna.
Due volte quinta in competizioni internazionali: Europeo per nazioni a Bergen in Norvegia e Coppa Continentale in Croazia a Spalato.

### 2011-2013: oro e bronzo agli europei indoor, titolo iridato ai mondiali militari
Doppietta di titoli indoor-outdoor nel triennio 2011-2012-2013.
Coppia di titoli internazionali nel 2011: Europei indoor francesi a Parigi e Mondiali militari a Rio de Janeiro in Brasile; non si qualifica per la finale invece ai Mondiali coreani di Taegu
Argento a Stoccolma in Svezia in occasione dell'Europeo per nazioni.
Alle Olimpiadi di Londra 2012 come ad Atene 2004, non riesce a qualificarsi per la finale e in precedenza finisce quarta agli Europei di Helsinki in Finlandia.
Doppio bronzo internazionale nel 2013: agli Europei indoor di Göteborg in Svezia e in Gran Bretagna a Gateshead in occasione dell'Europeo per nazioni. 
Quarta ai Giochi del Mediterraneo a Mersin in Turchia e fuori dalla finale ai Mondiali in Russia a Mosca.

### 2014-2016: altri titoli agli assoluti indoor
Oro agli assoluti indoor 2014 e assente a quelli all'aperto.
10º posto all'Europeo per nazioni tenutosi in Germania a Braunschweig.
Argento agli assoluti indoor 2015.
Terzo posto all'Europeo per nazioni di Čeboksary in Russia.
Vicecampionessa assoluta a Torino.

Ai Mondiali cinesi di Pechino resta fuori dalla finale del salto triplo, seconda delle escluse, per soli 7 centimetri (13,77 m dietro i 13,84 m della colombiana Yosiry Urrutia, l'ultima delle qualificate).
2016, campionessa assoluta indoor nel triplo e bronzo agli assoluti di Rieti.

## Curiosità
- Con 7 titoli italiani assoluti nel salto triplo vinti in carriera, è la più titolata di sempre nella specialità; negli assoluti indoor ha vinto 7 titoli uno in più di Barbara Lah.
- Nelle liste italiane femminili all-time del salto triplo è l'unica atleta presente nelle prime 20 migliori prestazioni, oltre la pluriprimatista italo-cubana Magdelín Martínez[5]; al coperto detiene la seconda misura italiana femminile di sempre, dietro Magdelin Martinez[6].
- In 5 edizioni dei Mondiali all'aperto a cui ha partecipato sino ad ora in carriera, non è mai riuscita a qualificarsi per la finale.
- Il suo primo allenatore è stato Pino Clemente, poi è passata con Totò Mazzara e dal 2002 viene seguita da Michele Basile.[7]

## Record nazionali

### Promesse
- Salto triplo: 14,69 m ( Palermo, 22 maggio 2005)[8]
- Salto triplo indoor: 14,45 m ( Budapest, 5 marzo 2004)[9]

### Juniores
- Salto triplo indoor: 13,42 m ( Ancona, 4 febbraio 2001)[9]

### Cadette
- Salto in lungo:  6,11 m ( Palermo, 6 maggio 1998)[8]
- Salto triplo: 12,71 m ( Trapani, 25 giugno 1998)[8]

## Progressione

### Salto triplo
| Stagione | Misura  | Luogo      | Data      | Rank. Mond. |
| -------- | ------- | ---------- | --------- | ----------- |
| 2015     | 14,41 m | Palermo    | 9-5-2015  |             |
| 2014     | 13,94 m | Palermo    | 10-5-2014 |             |
| 2013     | 13,97 m | Mersin     | 28-6-2013 | 51ª         |
| 2012     | 14,29 m | Torino     | 8-6-2012  | 32ª         |
| 2011     | 14,43 m | Palermo    | 14-5-2011 | 12ª         |
| 2010     | 14,56 m | Barcellona | 31-7-2010 | 8ª          |
| 2009     | 13,79 m | Palermo    | 27-6-2009 | 73ª         |
| 2008     | 13,79 m | Catania    | 17-5-2008 | 86ª         |
| 2007     | 13,89 m | Torino     | 8-6-2007  | 63ª         |
| 2006     | 14,21 m | Torino     | 7-7-006   | 25ª         |
| 2005     | 14,69 m | Palermo    | 22-5-2005 | 8ª          |
| 2004     | 14,49 m | Torino     | 4-6-2004  | 21ª         |
| 2003     | 14,31 m | Bydgoszcz  | 20-7-2003 | 22ª         |
| 2002     | 13,33 m | Gorizia    | 6-7-2002  | 150ª        |
| 2001     | 13,51 m | Catania    | 7-7-2001  | 105ª        |
| 2000     | 12,50 m | Viareggio  | 24-9-2000 | 440ª        |

### Salto triplo indoor
| Stagione | Misura  | Luogo    | Data      | Rank. Mond. |
| -------- | ------- | -------- | --------- | ----------- |
| 2015     | 13,75 m | Padova   | 21-2-2015 |             |
| 2014     | 13,73 m | Ancona   | 22-2-2014 | 30ª         |
| 2013     | 14,26 m | Göteborg | 3-3-2013  | 8ª          |
| 2012     | 14,05 m | Ancona   | 26-2-2012 | 27ª         |
| 2011     | 14,60 m | Parigi   | 5-3-2011  | 1ª          |
| 2010     | 13,82 m | Ancona   | 28-2-2010 | 36ª         |
| 2009     | 13,46 m | Ancona   | 8-2-2009  | 64ª         |
| 2008     | 13,69 m | Ancona   | 3-2-2008  | 48ª         |
| 2006     | 14,24 m | Ancona   | 19-2-2006 | 9ª          |
| 2005     | 14,41 m | Ancona   | 20-2-2005 | 7ª          |
| 2004     | 14,45 m | Budapest | 5-3-2004  | 11ª         |
| 2003     | 13,63 m | Modena   | 16-2-2003 | 53ª         |
| 2002     | 13,10 m | Cardiff  | 16-2-2002 | 112ª        |
| 2001     | 13,42 m | Ancona   | 4-2-2001  | 58ª         |

## Palmarès
| Anno | Manifestazione           | Sede           | Evento         | Risultato      | Misura  | Note   |
| ---- | ------------------------ | -------------- | -------------- | -------------- | ------- | ------ |
| 1998 | Gymnasiadi               | Shanghai       | Salto in lungo | Oro            |         | [ 7 ]  |
| 2001 | Europei juniores         | Grosseto       | Salto triplo   | 10ª            | 13,07 m | [ 10 ] |
| 2002 | Mondiali juniores        | Kingston       | Salto triplo   | 8ª             | 12,91 m | [ 11 ] |
| 2003 | Europei under 23         | Bydgoszcz      | Salto triplo   | Argento        | 14,31 m | [ 12 ] |
| 2003 | Mondiali                 | Saint-Denis    | Salto triplo   | 17ª            | 14,05 m | [ 4 ]  |
| 2004 | Mondiali indoor          | Budapest       | Salto triplo   | 11ª            | 14,14 m | [ 13 ] |
| 2004 | Giochi olimpici          | Atene          | Salto triplo   | 17ª            | 14,39 m | [ 13 ] |
| 2005 | Europei indoor           | Madrid         | Salto triplo   | 8ª             | 14,06 m | [ 14 ] |
| 2005 | Europei under 23         | Erfurt         | Salto triplo   | Oro            | 14,43 m | [ 14 ] |
| 2005 | Mondiali                 | Helsinki       | Salto triplo   | 14ª            | 14,00 m | [ 14 ] |
| 2006 | Mondiali indoor          | Mosca          | Salto triplo   | 16ª            | 13,61 m | [ 15 ] |
| 2006 | Europei                  | Göteborg       | Salto triplo   | Qualificazione | nm      | [ 15 ] |
| 2007 | Universiadi              | Bangkok        | Salto triplo   | 4ª             | 13,87 m | [ 16 ] |
| 2010 | Europei                  | Barcellona     | Salto triplo   | Argento        | 14,56 m | [ 17 ] |
| 2011 | Europei indoor           | Parigi         | Salto triplo   | Oro            | 14,60 m | [ 18 ] |
| 2011 | Giochi mondiali militari | Rio de Janeiro | Salto triplo   | Oro            | 14,19 m | [ 19 ] |
| 2011 | Mondiali                 | Taegu          | Salto triplo   | 15ª (q)        | 14,06 m | [ 18 ] |
| 2012 | Europei                  | Helsinki       | Salto triplo   | 4ª             | 14,25 m | [ 20 ] |
| 2012 | Giochi olimpici          | Londra         | Salto triplo   | 17ª            | 13,92 m | [ 20 ] |
| 2013 | Europei indoor           | Göteborg       | Salto triplo   | Bronzo         | 14,26 m | [ 21 ] |
| 2013 | Giochi del Mediterraneo  | Mersin         | Salto triplo   | 4ª             | 13,97 m | [ 21 ] |
| 2013 | Mondiali                 | Mosca          | Salto triplo   | 14ª (q)        | 13,80 m | [ 21 ] |
| 2015 | Mondiali                 | Pechino        | Salto triplo   | 14ª (q)        | 13,77 m | [ 22 ] |

## Campionati nazionali
- 7 volte campionessa assoluta di salto triplo (2004, 2005, 2006, 2010, 2011, 2012, 2013)
- 7 volte campionessa assoluta indoor di salto triplo (2004, 2006, 2011, 2012, 2013, 2014, 2016)

2001
- ai Campionati italiani assoluti indoor, (Torino),
Salto triplo - 13,42 m[23]
- 5ª ai Campionati italiani assoluti, (Catania),
Salto triplo - 13,51 m[10]

2003
- 6ª ai Campionati italiani assoluti indoor, (Genova), Salto triplo - 13,61 m[24]
- ai Campionati italiani assoluti, (Rieti),
Salto triplo - 13,79 m[25]

2004
- ai Campionati italiani assoluti indoor, (Genova), Salto triplo - 14,25 m[26]
- ai Campionati italiani assoluti, (Firenze),
Salto triplo - 14,37 m[27]

2005
- ai Campionati italiani assoluti indoor, (Ancona), Salto triplo - 14,41 m[28]
- ai Campionati italiani assoluti, (Bressanone),
Salto triplo - 14,62 m[29]

2006
- ai Campionati italiani assoluti indoor, (Ancona), Salto triplo - 14,24 m[30]
- 5ª ai Campionati italiani assoluti, (Torino),
Salto in lungo - 6,02 m[31]
- ai Campionati italiani assoluti, (Torino),
Salto triplo - 14,21 m[32]

2007
- 11ª ai Campionati italiani assoluti, (Padova), Salto in lungo - 5,81 m[33]
- ai Campionati italiani assoluti, (Padova),
Salto triplo - 13,78 m[34]

2008
- ai Campionati italiani assoluti indoor, (Genova), Salto triplo - 13,63 m[35]

2010
- ai Campionati italiani assoluti indoor, (Ancona), Salto triplo - 13,82 m[36]
- ai Campionati italiani assoluti, (Grosseto),
Salto triplo - 14,00 m[37]

2011
- ai Campionati italiani assoluti indoor, (Ancona), Salto triplo - 14,33 m[38]
- ai Campionati italiani assoluti, (Torino),
Salto triplo - 14,40 m[39]

2012
- ai Campionati italiani assoluti e promesse indoor, (Ancona), Salto triplo - 14,05 m[40]
- ai Campionati italiani assoluti, (Bressanone),
Salto triplo - 14,24 m[41]

2013
- ai Campionati italiani assoluti e promesse indoor, (Ancona), Salto triplo - 14,06 m[42]
- ai Campionati italiani assoluti, (Milano),
Salto triplo - 13,86 m[43]

2014
- ai Campionati italiani assoluti indoor, (Ancona), Salto triplo - 13,73 m[44]

2015
- Argento ai Campionati italiani assoluti indoor, (Padova), Salto triplo - 13,75 m[45]
- Argento ai Campionati italiani assoluti (Torino), Salto triplo - 13,66 m[46]

2016
- ai Campionati italiani assoluti indoor, (Ancona), Salto triplo - 13,57 m[47]
- ai Campionati italiani assoluti, (Rieti), Salto triplo - 13,35 m[48]

## Altre competizioni internazionali
2003
- Oro all'Incontro internazionale Francia-Italia,
( Clermont-Ferrand), Salto triplo - 13,76 m[4]

2010
- 5ª all'Europeo per nazioni, ( Bergen),
Salto triplo - 14,04 m[17]
- 5ª in Coppa continentale, ( Spalato),
Salto triplo - 14,12 m[49]

2011
- Argento all'Europeo per nazioni,
( Stoccolma), Salto triplo - 14,29 m[18]
- 5ª al Memorial Van Damme, ( Bruxelles),
Salto triplo - 14,27 m[50]

2013
- Bronzo all'Europeo per nazioni,
( Gateshead), Salto triplo - 13,99 m[21]

2014
- 10ª all'Europeo per nazioni, ( Braunschweig),
Salto triplo - 13,06 m[51]

2015
- Bronzo all'Europeo per nazioni, ( Čeboksary), Salto triplo - 14,21 m[52]